# Allerheiligengraben (Tal)
Der Allerheiligengraben ist ein Seitental des Pölstals und trennt die Gemeinden Pöls-Oberkurzheim und Fohnsdorf. Dessen östliches Seitental – der Steinmetzgraben – gehört zu Fohnsdorf. Der den Allerheiligengraben durchfließende Allerheiligenbach mündet bei Paßhammer in den Pölsbach. Im Süden des Grabens, am Talausgang, liegt die namengebende Ortschaft Allerheiligen. Den Graben umgeben Berge – auf der östlichen Seite die Dirnbergerhöhe, die Prennhöhe, der Zechnerriedel, die Strasswaldhöhe, die Eisenbacherhöhe, das Gaaleck, die Gaaler Höhe, der Waldkogel, der Schlapfkogel, der Vormacherberg und auf der westlichen Seite der Geierkogel, das Geigereck und der Bärenkogel. Der Ausgang des Tals liegt auf 776 Meter und die Quelle des Allerheiligenbachs auf 1258 Meter Höhe über dem Meeresspiegel.
Als Quelle für die Bezeichnungen der geographischen Objekte sowie die Seehöhen dient die Online-Wanderkarte von Kompass Karten.